# جوشکاری با قوس الکتریکی

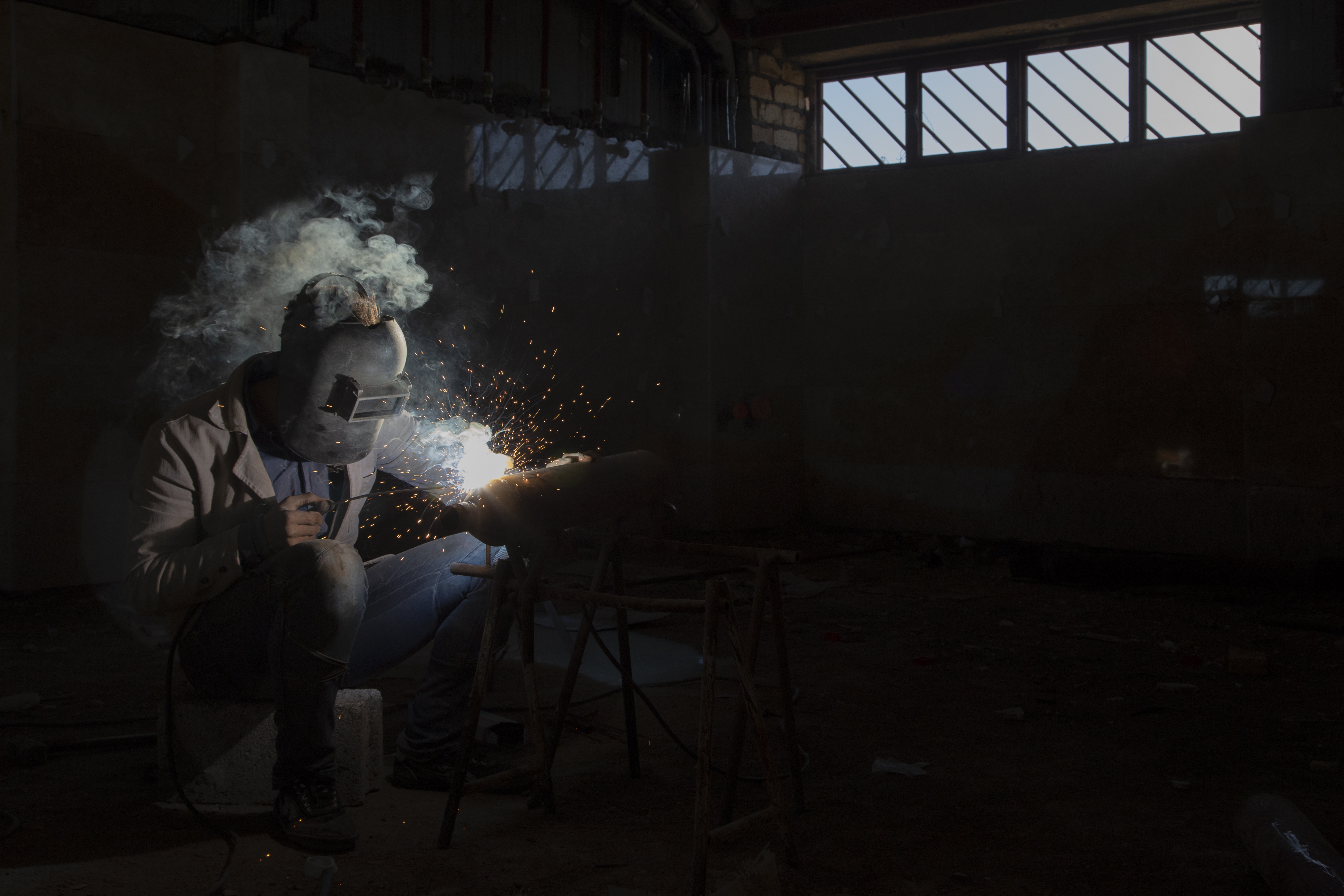
جوشکاری با قوس الکتریکی در ایران

جوشکاری با قوس الکتریکی نوعی جوشکاری است که در آن از قوس الکتریکی به عنوان منبع حرارتی در جوشکاری استفاده می‌شود.
روشهای جوشک از:
- جوشکاری با الکترود دستی پوشش دار یا SMAW
- جوشکاری زیرپودری یا SAW
- جوشکاری با گاز محافظ یا GMAW یا MIG/MAG
- جوشکاری با گاز محافظ و الکترود تنگستنی یا GTAW یا TIG
- جوشکاری قوسی بامفتول تو پودری یاfcaw

برای تأمین انرژی الکتریکی مورد نیاز فرایند جوش قوسی از منبع تغذیه‌های مختلفی می‌توان استفاده کرد. رایج‌ترین طبقه‌بندی آن‌ها منابع تغذیه جریان ثابت و منابع تغذیه ولتاژ ثابت می‌باشند. در جوش قوسی ولتاژ مستقیماً به طول قوس و جریان به میزان حرارت ورودی وابسته است. منبع تغذیه‌های جریان ثابت غالباً برای فرایندهای جوشکاری دستی مانند جوشکاری قوسی گاز تنگستن و جوشکاری قوسی فلز پوشش دار استفاده می‌شوند زیرا حتی با تغییر ولتاژ نیز جریان نسبتاً ثابتی را حفظ می‌کنند. اهمیت آن به این دلیل است که در جوشکاری به صورت دستی، ثابت نگهداشتن الکترود دشوار است و درنتیجه طول قوس متغیر خواهد بود که در نتیجه آن ولتاژ نیز تغییر می‌کند. منابع تغذیه ولتاژ ثابت، ولتاژ را ثابت نگه داشته و جریان را تغییر می‌دهند به همین خاطر اغلب برای فرایندهای جوشکاری اتوماتیک مانند جوشکاری قوسی با گاز محافظ ،جوشکاری قوسی با مفتول تو پودری و جوشکاری زیر پودری استفاده می‌شود. در این روش‌ها طول قوس ثابت نگه داشته می‌شود، زیرا هر گونه نوسان در فاصله بین سیم و ماده پایه به سرعت با تغییر زیاد جریان اصلاح می‌شود. برای مثال اگر سیم و ماده پایه به یکدیگر خیلی نزدیک شوند، جریان به سرعت افزایش می‌یابد، به همین خاطر گرما زیاد می‌شود و در نتیجه نوک سیم ذوب می‌گردد و آن را به فاصله جدایی اصلی خود برمی‌گرداند.

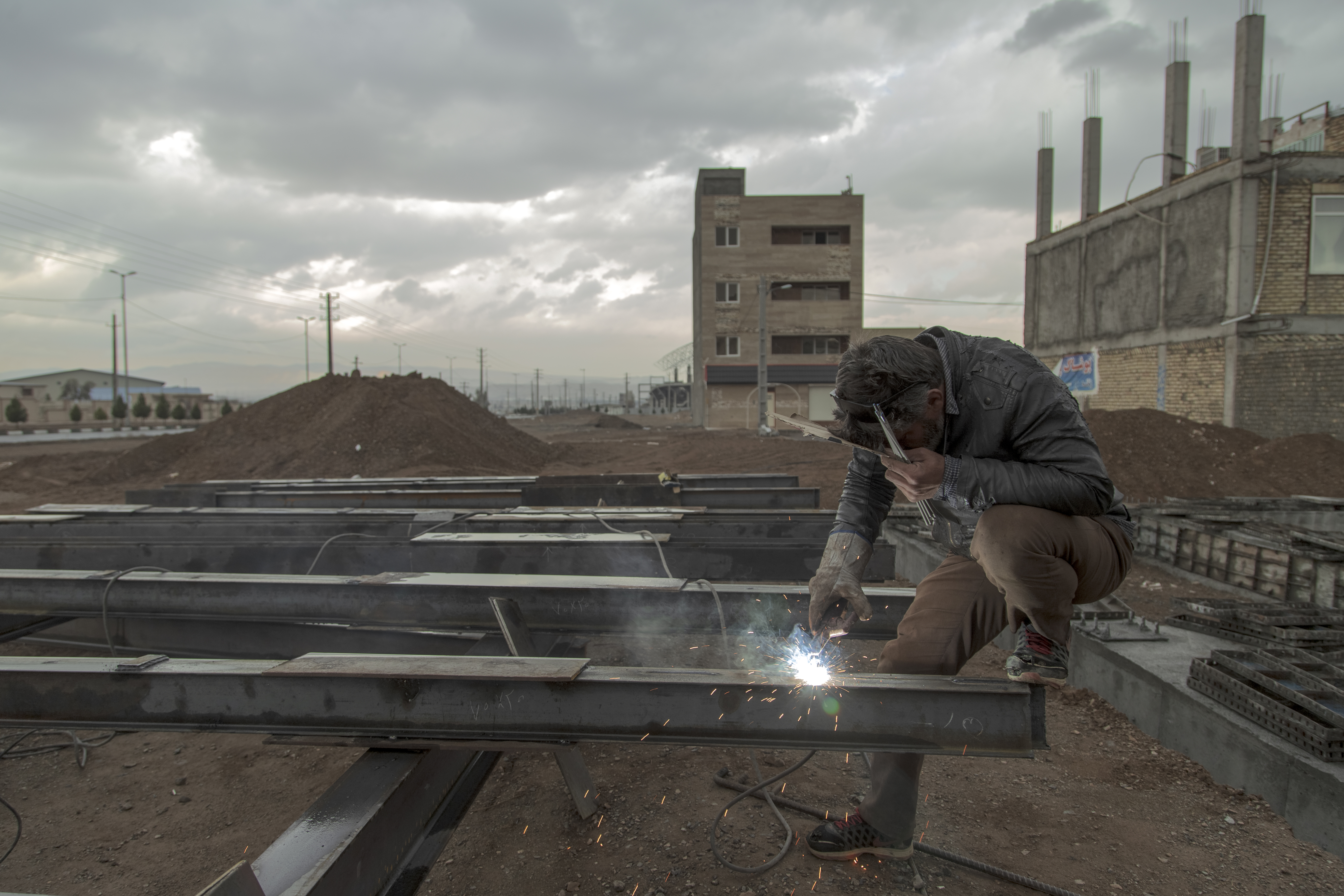
کارگر ساختمانی در حال جوشکاری با الکترود مصرفی

جوشکاری با قوس الکتریکی با توجه به روش جوشکاری (WPS) در وضعیت ها و حالت های مختلفی انجام می شود که برای جوش های شیاری (GROOVE) از حرف اختصاری G و جوش های گوشه ای (FILLET) از حرف اختصاری F استفاده می شود. وضعیت های جوشکاری بر اساس استاندارد ASME SECTION IX و استاندارد ISO 6947 تعیین می شوند.